# Огел Тауншип (округ Сомерсет, Пенсільванія)
Огел Тауншип (англ. Ogle Township) — селище (англ. township) в США, в окрузі Сомерсет штату Пенсільванія. Населення — 469 осіб (2020).

## Демографія
Згідно з переписом 2010 року, у селищі мешкала 501 особа в 202 домогосподарствах у складі 147 родин. Було 233 помешкання
Расовий склад населення:
| - 97,0 % — білих - 0,2 % — корінних американців - 0,2 % — чорних або афроамериканців - 0,2 % — азіатів |

До двох чи більше рас належало 2,4 %. Частка іспаномовних становила 0,2 % від усіх жителів.
За віковим діапазоном населення розподілялося таким чином: 17,8 % — особи молодші 18 років, 69,6 % — особи у віці 18—64 років, 12,6 % — особи у віці 65 років та старші. Медіана віку мешканця становила 46,4 року. На 100 осіб жіночої статі у селищі припадало 104,5 чоловіків;  на 100 жінок у віці від 18 років та старших — 106,0 чоловіків також старших 18 років.
Середній дохід на одне домашнє господарство  становив 71 758 доларів США (медіана — 65 417), а середній дохід на одну сім'ю — 84 965 доларів (медіана — 81 250). Медіана доходів становила 52 500 доларів для чоловіків та 45 938 доларів для жінок. За межею бідності перебувало 5,2 % осіб, у тому числі 0,0 % дітей у віці до 18 років та 0,0 % осіб у віці 65 років та старших.
Цивільне працевлаштоване населення становило 191 особа. Основні галузі зайнятості: виробництво — 20,9 %, освіта, охорона здоров'я та соціальна допомога — 19,9 %, науковці, спеціалісти, менеджери — 15,7 %.